# Vaux (Chiers)
De Vaux is een riviertje in het Franse departement Meuse, die ontspringt in op het Plateau van Tivoli bij Fresnois en in de gemeente Montmédy bij deze plaats uitmondt in de Chiers.